# Ruschia abbreviata
Ruschia abbreviata är en isörtsväxtart som beskrevs av L. Bol. Ruschia abbreviata ingår i släktet Ruschia och familjen isörtsväxter. Inga underarter finns listade i Catalogue of Life.